# Alda Magyari
Alda Manon Magyari (* 19. Oktober 2000 in Budapest) ist eine ungarische Wasserballspielerin. Sie war Olympiadritte 2021 sowie Weltmeisterschaftszweite 2022 und 2024.

## Karriere
Die 1,92 Meter große Torhüterin spielte bis 2019 bei Honvéd Budapest. Nach je einer Saison bei Egri VK und bei Dunaújvárosi FVE wechselte sie 2021 zu UVSE.
Ihr erstes Turnier mit der ungarischen Nationalmannschaft war die Weltmeisterschaft 2019 in Gwangju, dort verloren die Ungarinnen nach einer Halbfinalniederlage gegen die Spanierinnen das Spiel um den dritten Platz mit 9:10 gegen Australien. Bei den 2021 ausgetragenen Olympischen Spielen in Tokio besiegten die Ungarinnen im Viertelfinale die Niederländerinnen und unterlagen dann im Halbfinale den Spanierinnen. Das Spiel um Bronze gewannen die Ungarinnen mit 11:9 gegen die Russinnen. Magyari spielte fast alle Partien durch, nur in einer Vorrundenpartie wechselte sie sich mit Edina Gangl ab. Es war die erste olympische Medaille für die ungarischen Wasserballspielerinnen, ihre männlichen Kollegen sind mit neun Olympiasiegen die erfolgreichste Wasserballmannschaft.
Bei der Weltmeisterschaft 2022 in Budapest bezwangen die Ungarinnen im Halbfinale die Niederländerinnen mit 13:12. Im Endspiel unterlagen sie der Mannschaft aus den Vereinigten Staaten mit 7:9. Zwei Monate später bei der Europameisterschaft in Split verloren die Ungarinnen im Viertelfinale mit 11:15 gegen die Spanierinnen. In den Platzierungsspielen erreichten sie den fünften Rang. Auch bei der Weltmeisterschaft 2023 unterlagen die Ungarinnen im Viertelfinale den Spanierinnen. Im Spiel um den fünften Platz unterlagen die Ungarinnen der Mannschaft aus den Vereinigten Staaten. Im Januar 2024 bei der Europameisterschaft in Eindhoven belegten die Ungarinnen den fünften Platz. Magyari spielte im Viertelfinale fast durch, Boglárka Neszmély kam nur kurz zum Einsatz. Im Februar 2024 bei der Weltmeisterschaft in Doha siegten die Ungarinnen im Viertelfinale gegen die Niederländerinnen und im Halbfinale gegen die Griechinnen jeweils im Shootout. Im Endspiel unterlagen sie der Mannschaft aus den Vereinigten Staaten mit 7:8. Im Finale hütete Magyari etwa ein Drittel der Zeit das Tor, Neszmely bekam zwei Drittel Spielzeit. Am 6. August 2024 verloren die Ungarinnen im Viertelfinale der Olympischen Spiele in Paris mit 4:5 gegen das US-Team. In den Platzierungsspielen wurden die Ungarinnen Fünfte nach Penaltyschießen gegen die Italienerinnen. Im Penaltyschießen beim Spiel um den fünften Platz war Magyari im Tor und hielt die ersten beiden Würfe.